# Pyractomena lucifera
Pyractomena lucifera är en skalbaggsart som beskrevs av Melsheimer 1845. Pyractomena lucifera ingår i släktet Pyractomena och familjen lysmaskar. Inga underarter finns listade i Catalogue of Life.